# 彭汝方
彭汝方（1051年—1121年），字宜老，饶州鄱阳人。

## 生平
皇祐（1051年）三年生，彭汝礪之弟。因彭汝礪恩蔭爲滎陽縣尉、臨城主簿。彭汝礦去世，他棄官歸葬。豐稷留守廑直，召他爲司録。宣和初年，通判衢州（今屬浙江），有政績，被擢拔為知州。宣和三年（1121年）正月，方臘陷婺州，又移兵攻衢州，彭汝方守孤城，州将韩起棄城走，三日後城陷，汝方被執，駡賊而死。